# François Verhaeghe de Naeyer
François Verhaeghe de Naeyer (Geraardsbergen, 1780 - Gent, 1849) was een Belgisch liberaal politicus.

## Levensloop
François Verhaeghe was de zoon van een brouwersfamilie uit Geraardsbergen. Hij verhuisde naar Gent na zijn huwelijk met een dochter van Gents gemeenteraadslid Jacques de Naeyer. Hij vestigde zich er als bankier, werd rechter bij de rechtbank van koophandel en van 1844 tot 1849 ook voorzitter van de Kamer van Koophandel. Vanaf 1830 zetelde hij in de Gentse gemeenteraad. In 1840 werd hij schepen voor financiën en directe belastingen, een mandaat dat hij behield tot bij zijn overlijden in 1849.
Hij was de vader van volksvertegenwoordiger en senator Constant Verhaeghe de Naeyer en van provincieraadslid August Verhaeghe de Naeyer, en grootvader van provinciegouverneur Léon Verhaeghe de Naeyer.